# Hongxing (socken i Kina, Inre Mongoliet, lat 41,05, long 107,23)
Hongxing (kinesiska: 红星, 红星乡) är en socken i Kina. Den ligger i den autonoma regionen Inre Mongoliet, i den norra delen av landet, omkring 370 kilometer väster om regionhuvudstaden Hohhot.
Genomsnittlig årsnederbörd är 259 millimeter. Den regnigaste månaden är juni, med i genomsnitt 79 mm nederbörd, och den torraste är januari, med 1 mm nederbörd.